# Bermudische Fußballnationalmannschaft
Die bermudische Fußballnationalmannschaft ist die Fußballnationalmannschaft des britischen Überseegebietes Bermuda. Bisher ist es der Mannschaft noch nicht gelungen, sich für eine Fußball-Weltmeisterschaft zu qualifizieren. 2019 nahm die Mannschaft erstmals am  CONCACAF Gold Cup teil.
Die meisten Spieler der Nationalmannschaft spielen bei den Bermuda Hogges, einer von Nationaltrainer Lightbourne mitgegründeten Mannschaft auf Bermuda, die in der USL Second Division im US-amerikanischen Profifußball antritt.

## Turniere

### Weltmeisterschaft
- 1930 bis 1966 – nicht teilgenommen
- 1970 – In der Qualifikation zur WM 1970 in Mexiko traf man in der Gruppe 1 auf die USA und Kanada. Nach drei Niederlagen und einem Unentschieden schied man als Gruppenletzter aus.
- 1974 bis 1990 – nicht teilgenommen
- 1994 – In der Qualifikation zur WM 1994 in den USA traf man in der Karibikzone 1 der 1. Runde erst auf Haiti, gegen das man sich mit 1:0 und 1:2 durchsetzen konnte und dann auf Antigua und Barbuda. Auch dort konnte man sich mit 3:0 und 2:1 durchsetzen und qualifizierte sich für die 2. Runde. Dort traf man in der Gruppe B auf El Salvador, Kanada und Jamaika. Nach einem Sieg, zwei Unentschieden und drei Niederlagen schied man als Gruppenletzter aus.
- 1998 – In der Qualifikation zur WM 1998 in Frankreich wurde man in der Karibikzone 2 der 1. Runde gegen die Mannschaft von Trinidad und Tobago gelost, zog sich jedoch aus der Qualifikation zurück.
- 2002 – In der Qualifikation zur WM 2002 in Japan und Südkorea traf man in der Karibikzone 2 der Vorrunde auf die Britischen Jungferninseln und konnte sich mit 5:1 und 9:0 durchsetzen. Danach traf man auf Antigua und Barbuda, musste sich jedoch auf Grund der Auswärtstorregel mit 0:0 und 1:1 geschlagen geben.
- 2006 – In der Qualifikation zur WM 2006 in Deutschland traf man in der 1. Runde auf Montserrat. Man konnte im Hinspiel mit einem 13:0 den bisher höchsten Sieg einfahren und sich nach einem 7:0 im Rückspiel für die 2. Runde qualifizieren. Dort traf man auf El Salvador und musste sich mit 1:2 und 2:2 geschlagen geben.
- 2010 – Im Rahmen der Qualifikation zur Fußball-Weltmeisterschaft 2010 in Südafrika traf das Team in der ersten Runde der CONCACAF-Zone auf die Nationalmannschaft der Kaimaninseln, die mit 1:1 und 3:1 besiegt wurden. In der zweiten Runde traf man auf Trinidad und Tobago. Im Hinspiel gelang ein 2:1-Auswärtssieg beim hochfavorisierten Gegner, das Rückspiel gewann Trinidad und Tobago jedoch mit 2:0, was das Ausscheiden Bermudas bedeutete.
- 2014 – In der Qualifikation zur WM 2014 in Brasilien traf man in der 2. Runde auf Trinidad und Tobago, Guyana, und Barbados. Nach drei Siegen, einem Unentschieden und zwei Niederlagen schied man als Gruppendritter aus. Nach einem Sieg und zwei Niederlagen hat die Mannschaft keine Chance mehr sich für die zweite Runde zu qualifizieren.
- 2018 – In der Qualifikation zur WM 2018 in Russland traf die Mannschaft in der 1. Runde im März 2015 auf die Bahamas und setzte sich mit 5:0 und 3:0 durch. In der zweiten Runde im Juni 2015 traf man auf Guatemala und verpasste mit 0:0 und 0:1 die dritte Runde.
- 2022 – In der Qualifikation zur WM 2022 in Katar traf die Mannschaft in der 1. Runde im März und Juni 2021 auf Kanada, Suriname, die Cayman Islands und auf Aruba. Nach einem Sieg und zwei Niederlagen hatte die Mannschaft schon vor dem letzten Spiel, das unentschieden endete, keine Chance mehr, sich für die zweite Runde zu qualifizieren.

### CONCACAF Gold Cup
- 1991 bis 1996 – nicht teilgenommen
- 1998 und 2000 – nicht qualifiziert
- 2002 – zurückgezogen
- 2003 – nicht teilgenommen
- 2005 bis 2009 – nicht qualifiziert
- 2011 – nicht teilgenommen
- 2013 – nicht qualifiziert
- 2015 – nicht teilgenommen
- 2017 – nicht qualifiziert
- 2019 – Vorrunde
- 2021 bis 2023 – nicht qualifiziert

### Karibikmeisterschaft
- 1989 – nicht teilgenommen
- 1990 – nicht qualifiziert
- 1991 bis 1996 – nicht teilgenommen
- 1997 bis 1999 – nicht qualifiziert
- 2001 Zurückgezogen
- 2005 bis 2017 – nicht qualifiziert

### Island Games
- 2013: Sieger

## Bekannte Spieler
- Clyde Best
- Shaun Goater
- Kyle Lightbourne
- John Barry Nusum
- Khano Smith
- Frank Brewster Sr.
- David Bascome

## Trainer
- Rudi Gutendorf (1968)
- Burkhard Ziese (1994–1997)
- Robert Calderon (1999–2000)
- Kenny Thompson (2003–2004)
- Kyle Lightbourne (2004–2005)
- Keith Tucker (2007–2008)
- Kenny Thompson (2008)
- Devarr Boyles (2011–2012)
- Andrew Bascome (2012–2017)
- Kyle Lightbourne (2017) interim
- Kyle Lightbourne (2018–2023)
- Michael Findlay (seit 2023)